# Samsenthai
Re Samsenthai (in lingua lao: ສາມເສນໄທ, traslitterazione italiana: Sàamséenthài, letteralmente: 300.000 uomini liberi), il cui nome regale fu Samdach Brhat-Anya Samu Sena Daya Daya Buvana Natha Adipati Sri Sadhana Kanayudha, (Mueang Sua, 1357 – Mueang Sua, 1416, secondo alcune fonti nel 1417) è stato il secondo sovrano del Regno di Lan Xang, la cui capitale era Mueang Sua (detta anche Xieng Thong), l'odierna Luang Prabang nel Laos settentrionale.
Succedette al padre Fa Ngum nel 1372.
Le cronache che lo menzionano  provengono dagli antichi annali di Lan Xang, di Lanna, di Ayutthaya e di Birmania, che differiscono tra loro. Gli annali di Lan Xang furono tradotti in altre lingue ed interpretati in diversi modi, dando luogo a controversie sull'attendibilità dei riferimenti storici. La principale tra le critiche che determinarono il cambiamento del testo originale, fu dettata dalla convinzione che molti degli avvenimenti storici fossero stati omessi o distorti nell'edizione originale a maggior gloria del regno. Gli avvenimenti e le date relative alla vita di Samsenthai non sono quindi pienamente attendibili.

## Biografia
Era il primo figlio di Fa Ngum, fondatore del regno, e della prima moglie Keo Keng Kagna, figlia dell'imperatore khmer, e alla nascita prese il nome di principe Un Heuan. Nacque e fu allevato nella capitale del regno Mueang Sua, l'odierna Luang Prabang. Salì al trono nel 1372, dopo che il padre fu destituito ed esiliato nel vicino Regno di Nan, e si trovò a governare su un enorme Stato che comprendeva gli attuali Laos, Thailandia del Nordest, alcuni territori orientali della Thailandia del Nord, alcuni nord-occidentali del Vietnam ed altri nel sud della provincia cinese dello Yunnan.

### Ascesa al trono
Secondo alcune fonti, la deposizione del padre fu il frutto di una lotta tra due fazioni interne del regno. Una era schierata con Fa Ngum e legata all'Impero Khmer, che aveva fornito a Fa Ngum l'esercito con cui unificò i principati laotiani. La nuova aristocrazia khmer creatasi a corte mise in secondo piano la vecchia nobiltà del Regno di Mueang Sua, che reagì legandosi all'emergente Regno di Ayutthaya, lo Stato siamese che si disputava con l'Impero Khmer la supremazia nel sudest asiatico. Gli interessi siamesi erano rappresentati a corte da Keo Lot Fa, che il padre Ramathibodi I, re di Ayutthaya, aveva dato in moglie a Fa Ngum. Samsenthai era figlio della moglie khmer del padre ed alcuni storiografi ipotizzano che dopo essere diventato re abbia potuto farsi incoronare solo quando si ingraziò la fazione siamese sposando, contro la legge, la matrigna Keo Lot Fa. Riuscì così a farsi incoronare nel 1374, dopo la morte del padre. Nominò primo ministro il fratello minore Kam Kong.

### Politica dei matrimoni
Samsenthai rafforzò la sua posizione sul trono sposando le figlie dei sovrani di alcuni dei più importanti regni vicini, che erano diventati tributari di Lan Xang durante il regno del padre, rafforzando l'alleanza. Oltre alla matrigna, figlia del fondatore di Ayutthaya Ramathibodi I, sposò la principessa di Lanna Noi On So, la principessa di Chiang Hung Keo Sida, la cugina principessa Bua Then Fa, figlia dell'ex re di Mueang Sua Khamhiao, e la principessa Keo Yot Fa, figlia del sesto re di Ayutthaya Intha Racha.

### Gestione del regno
Divenne re nel periodo in cui stava definitivamente crollando il potere della dinastia Yuan in Cina e si stava consolidando quello del loro successore, l'imperatore Hongwu della dinastia Ming, insediatosi nel 1368 sul trono della nuova capitale Nanchino. Notevole fu l'influenza del nuovo sovrano cinese su Samsenthai, che ordinò un censimento dell'esercito, il primo del regno, subito dopo che in Cina Hongwu ne aveva indetto uno analogo. Secondo il censimento laotiano, l'esercito era composto da 400.000 lao theung, la classe degli schiavi (khaa), e da 300.000 lao loum, la classe degli uomini liberi (thai). Fu probabilmente tale dato che fece prendere il nome reale a Samsenthai (letteralmente 300.000 uomini liberi).
Consolidò lo Stato creando un capillare sistema burocratico, ai cui vertici pose la classe dei nobili, formata sia da principi di sangue reale che da semplici ufficiali. L'altra classe degli 'uomini liberi' fu quella dei normali cittadini, formata soprattutto da commercianti e artigiani. All'ultimo livello sociale rimasero gli schiavi, i khaa, che comprendevano gli esponenti delle minoranze etniche, i prigionieri di guerra ed i debitori insolventi. Dopo qualche anno di regno, fece trasportare le ceneri del padre da Nan a Mueang Sua e le fece custodire nello stupa chiamato Phu Ku Tai. Fece inoltre erigere in onore di Fa Ngum il Wat Keo, che divenne la residenza dei due monaci a capo della sangha del regno, uno dei quali era il vecchio consigliere spirituale del padre Phra Maha Pasman.
Durante il suo regno estese l'influenza di Lan Xang a nord-est grazie alla conquista dei principati di Mueang Sa e Mueang Sien da parte degli alleati di Meuang Phuan. Il sovrano Lanna si rifiutò di riconoscere la sua autorità, considerandolo un usurpatore del trono. Al pari del padre, Samsenthai sottomise il regno occupandone la capitale Xieng Sen, costringendo il sovrano locale a riprendere i versamenti dei tributi e a dargli in sposa la figlia. Quando i suoi figli crebbero, assegnò loro i titoli di governatori delle municipalità più importanti del regno; all'erede al trono Lan Kham Deng, suo secondogenito, fu affidata la carica di primo ministro.
Secondo alcuni storiografi, Samsenthai fece costruire il Wat Manorom, tuttora in buono stato di conservazione a Luang Prabang. Fu il padre di almeno 6 dei sovrani che si alternarono alla guida del paese dopo la sua morte, avvenuta tra il 1416 ed il 1417. Il successore fu il figlio Lan Kham Deng, il cui regno fu l'ultimo di pace e prosperità prima che Lan Xang attraversasse uno dei periodi più oscuri della sua storia. Si ipotizza che le ceneri di Samsenthai siano state custodite nel Wat Suan Thien, fatto erigere da Lan Kham Deng nei primi anni di regno.

## Genealogia
Samsenthai ebbe diverse mogli:
1. Bua Then Fa, figlia del re di Mueang Sua Khamhiao
2. Noi On So, figlia del re di Lanna
3. Keo Lot Fa, la sua matrigna, figlia del re di Ayutthaya Ramathibodi I
4. Keo Sida, figlia del re di Chiang Hung
5. Keo Yot Fa, figlia del re di Ayutthaya Intha Racha

Ebbe almeno 7 figli e 5 figlie:
1. Il principe Luvanajaya, che succedette a Kham Tam con il nome regale Lue Sai nel 1432
2. Il principe Lamakamadinga, figlio di Bua Then Fa, che succedette al padre con il nome regale Lan Kham Deng nel 1417
3. Il principe Kama Dharmasara, figlio di Keo Sida, che succedette a Kon Kham con il nome regale Kham Tam nel 1432
4. Il principe Gunikama, figlio di Noi On So, che succedette al nipote Yukhon con il nome regale Kon Kham nel 1430
5. Il principe Vang Buri, figlio di Keo Yot Fa, che succedette alla regina Keo Phim Fa con il nome regale Sai Tia Kaphut nel 1441
6. Il principe Kama Kirti, figlio di un'ancella di corte, che succedette al re Khai Bua Ban con il nome regale Kham Keut nel 1436
7. Il principe Somphon

1. La principessa Keo Kumanne
2. La principessa Anocha
3. La principessa Manora
4. La principessa Supatthat
5. La principessa Maha Kay